# Андрій Малишко (монета)
«Андрі́й Мали́шко» — ювілейна монета номіналом 2 гривні, яку випустив Національний банк України, присвячена українському поету-пісняру Андрію Самійловичу Малишку (02.11.1912 — 17.02.1970 рр.). Ліричні твори А. Малишка, покладені на музику П. Майбородою («Київський вальс», «Пісня про рушник», «Стежина» тощо), стали народними піснями.
Монету введено до обігу 31 жовтня 2003 року. Вона належить до серії «Видатні особистості України».

## Опис монети та характеристики
| Номінал грн. | Метал      | Маса, г | Діаметр, мм | Якість виготовлення | Гурт     | Тираж, штук |
| ------------ | ---------- | ------- | ----------- | ------------------- | -------- | ----------- |
| 2            | нейзильбер | 12,8    | 31,0        | звичайна            | рифлений | 30 000      |

### Аверс
На аверсі монети розміщено: угорі напис півколом «УКРАЇНА», в обрамлені рушника, на якому зображені стилізовані птах (ліворуч) і квіти (праворуч) — малий Державний Герб України, під ним у три рядки написи: «2», «ГРИВНІ», «2003» та логотип Монетного двору Національного банку України.

### Реверс
На реверсі монети зображено портрет Андрія Малишка; на другому плані сільський пейзаж — ліворуч сонце, дерева, праворуч — хату, мальви та розміщено унизу півколом написи: «1912—1970 АНДРІЙ МАЛИШКО».

## Автори

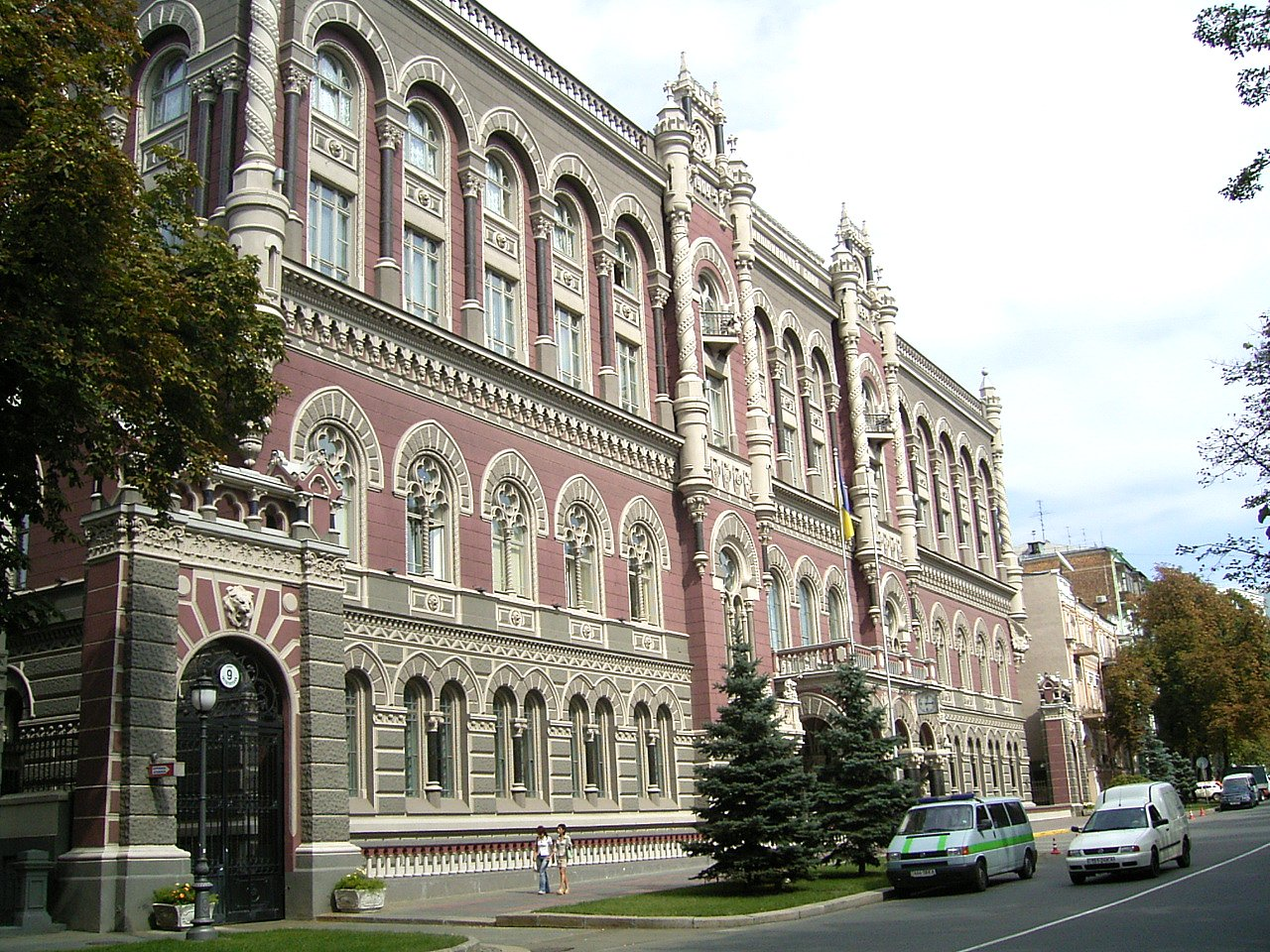
Будівля Національного банку України

- Художник — Кочубей Микола.
- Скульптор — Атаманчук Володимир.

## Вартість монети
Під час введення монети в обіг 2003 року, Національний банк України розповсюджував монету через свої філії за номінальною вартістю — 2 гривні.
Фактична приблизна вартість монети з роками змінювалася так:
| Рік        | 2010 | 2011 | 2012 | 2013 | 2014 | 2015 | 2016 | 2017 | 2018 | 2019 | 2020 | 2021 | 2022 | 2023 | 2024 | 2025 |
| ---------- | ---- | ---- | ---- | ---- | ---- | ---- | ---- | ---- | ---- | ---- | ---- | ---- | ---- | ---- | ---- | ---- |
| Ціна, грн. | 25   | 35   | 45   | 45   | 45   | 75   | 90   | 120  | 150  | 165  | 160  | 160  | 170  | 270  | 300  | 350  |